# Мацулевич, Жанетта Андреевна
Жанетта Андреевна Мацулевич (1890, Санкт-Петербург — 1973, Ленинград) — советский историк искусства, доктор искусствоведения, сотрудник (профессор) Государственного Эрмитажа, специалист по истории западноевропейской скульптуры. Супруга археолога и искусствоведа, профессора Ленинградского университета Л. А. Мацулевича.

## Биография
Жаннетта-Амалия Вирениус, дочь А. А. Вирениуса, родилась в Санкт-Петербурге 1 (13) мая 1890 года. Себя называла исключительно «Жанна».
В 1914 году Жанетта Мацулевич закончила историко-филологический факультет Высших женских бестужевских курсов в Санкт-Петербурге и была «оставлена для приготовления к профессорскому званию» у профессора Д. В. Айналова.
Во время Первой Мировой войны работала в госпитале. В 1916 году сдавала государственные экзамены при Петроградском университете.
В 1917—1918 годах была преподавателем женской гимназии в городе Проскуров. В 1918—1921 годах — научный сотрудник и заведующая бюро Художественного фонда, отдела охраны памятников искусства и старины; преподавала историю искусства в Единой трудовой школе № 12 Петрограда.
С 1920 года работала в Эрмитаже: научный сотрудник Секции западноевропейской скульптуры Отдела западноевропейского искусства; с 1923 года — заведующая этой секции; с 1932 года — руководитель отделения новой скульптуры Отдела западноевропейского искусства.
В 1935 году была арестована, но вскоре освобождена. С 1937 года была хранителем Отдела западноевропейской скульптуры Эрмитажа.
В 1938 Ж. А. Мацулевич защитила кандидатскую диссертацию и стала профессором Государственного Эрмитажа. В том же году была отмечена премией им. Горького за научную, политико-просветительскую и общественную работу.
Во время Великой Отечественной войны, в 1941—1944 годах находилась в эвакуации, где заведовала Отделом европейского и советского искусства Государственного музея искусств Узбекской ССР и с 1943 года была профессором Средне-Азиатского государственного университета в Ташкенте.
После возвращения в Ленинград, в 1945 году защитила докторскую диссертацию на тему «Монументально-декоративная скульптура садов и парков Ленинграда и Москвы» и была назначена главным хранителем Отдела западноевропейской скульптуры Эрмитажа. С 1945 года она также преподавала историю искусств на историческом факультете Ленинградского университета: сначала, по совместительству, на кафедре археологии, а в 1947—1953 годах — доцент кафедры истории искусств университета. Также, с 1952 года была доцентом Ленинградского высшего художественно-промышленного училища им. В. И. Мухиной.
По причинам личного характера и создавшейся обстановки в научной среде в начале 1950-х годов (связанной с развернувшейся в стране кампанией по борьбе с «космополитами») Ж. А. Мацулевич была вынуждена уйти из Эрмитажа. 
Мацулевич много сделала для изучения и атрибуции произведений западноевропейской скульптуры, хранящихся в российских музеях и частных собраниях, садах и парках Ленинграда и пригородов: Павловска и Царского Села. Наиболее известна её работа по истории скульптуры Летнего сада, не потерявшая своего значения до настоящего времени.
Скончалась в Ленинграде 18 апреля 1973 года.